# Ліпняк (Парчівський повіт)
Ліпняк (пол. Lipniak) — село в Польщі, у гміні Сосновиця Парчівського повіту Люблінського воєводства. Населення — 13 осіб (2011).

## Історія
За даними етнографічної експедиції 1869—1870 років під керівництвом Павла Чубинського, у селі переважно проживали римо-католики, меншою мірою — греко-католики, які розмовляли українською мовою.
У 1975—1998 роках село належало до Холмського воєводства.

## Демографія
Демографічна структура станом на 31 березня 2011 року:
|          | Загалом | Допрацездатний вік | Працездатний вік | Постпрацездатний вік |
| -------- | ------- | ------------------ | ---------------- | -------------------- |
| Чоловіки | 8       | 1                  | 6                | 1                    |
| Жінки    | 5       | 0                  | 3                | 2                    |
| Разом    | 13      | 1                  | 9                | 3                    |